# Seria A polska w rugby (2001/2002)
Seria A polska w rugby (2001/2002) – czterdziesty szósty sezon najwyższej klasy ligowych rozgrywek klubowych rugby union w Polsce. Tytuł mistrza Polski zdobyła Lechia Gdańsk, drugie miejsce zajęła Arka Gdynia, a trzecie Ogniwo Sopot.

## Uczestnicy rozgrywek
W rozgrywkach wzięło udział dziewięć najlepszych drużyn Serii A z poprzedniego sezonu: Lechia Gdańsk, Ogniwo Sopot, Arka Gdynia, Budowlani Łódź, AZS AWFiS Gdańsk, Budowlani Lublin, Orkan Sochaczew, Posnania Poznań i Juvenia Kraków, oraz najlepsza drużyna Serii B z poprzedniego sezonu: Budowlani Olsztyn.

## Przebieg rozgrywek
Rozgrywki toczono systemem jesień – wiosna, każdy z każdym, mecz i rewanż. Ostatnia drużyna spadała do Serii B, a przedostatnia rozgrywała baraż o utrzymanie w Serii A z drugą drużyną Serii B.
Wyniki spotkań:
|                   | Lechia Gdańsk | Ogniwo Sopot | Arka Gdynia | Budowlani Łódź | AZS AWFiS Gdańsk | Budowlani Lublin | Orkan Sochaczew | Posnania Poznań | Juvenia Kraków | Budowlani Olsztyn |
| Lechia Gdańsk     | –             | 13:9         | 14:0        | 26:23          | 40:19            | 35:8             | 57:7            | 52:0            | 30:3           | 34:8              |
| Ogniwo Sopot      | 13:5          | –            | 9:5         | 21:3           | 39:5             | 22:6             | 30:3            | 45:3            | 76:0           | 51:3              |
| Arka Gdynia       | 30:20         | 24:9         | –           | 17:3           | 70:0             | 36:13            | 39:6            | 84:3            | 38:0           | 65:12             |
| Budowlani Łódź    | 21:21         | 24:18        | 28:15       | –              | 31:16            | 18:0             | 33:12           | 48:5            | 91:10          | 54:0              |
| AZS AWFiS Gdańsk  | 0:64          | 15:26        | 8:76        | 10:34          | –                | 13:23            | 25:15           | 10:6            | 30:19          | 20:12             |
| Budowlani Lublin  | 11:18         | 15:18        | 5:46        | 7:16           | 16:10            | –                | 23:17           | 29:0            | 36:9           | 9:0 (wo)          |
| Orkan Sochaczew   | 10:29         | 0:9 (wo)     | 3:23        | 15:31          | 22:21            | 42:14            | –               | 23:13           | 32:14          | 9:0 (wo)          |
| Posnania Poznań   | 12:26         | 6:24         | 5:22        | 0:29           | 25:15            | 18:13            | 16:14           | –               | 27:28          | 52:10             |
| Juvenia Kraków    | 15:20         | 7:31         | 0:27        | 32:51          | 39:17            | 14:32            | 25:23           | 21:16           | –              | 27:13             |
| Budowlani Olsztyn | 7:53          | 0:9 (wo)     | 13:34       | 0:50           | 15:9             | 10:28            | 24:56           | 18:5            | 0:12           | –                 |

Tabela końcowa (na czerwono wiersz z drużyną, która spadła do Serii B, na żółto z drużyną, która grała w barażu o utrzymanie):
| Pozycja | Drużyna           | Punkty razem | Bilans punktów |
| ------- | ----------------- | ------------ | -------------- |
| 1       | Lechia Gdańsk     | 49           | 567:192        |
| 2       | Arka Gdynia       | 48           | 651:151        |
| 3       | Ogniwo Sopot      | 48           | 459:137        |
| 4       | Budowlani Łódź    | 47           | 588:225        |
| 5       | Budowlani Lublin  | 36           | 292:342        |
| 6       | Juvenia Kraków    | 30           | 275:594        |
| 7       | Orkan Sochaczew   | 29           | 309:426        |
| 8       | Posnania Poznań   | 26           | 212:511        |
| 9       | AZS AWFiS Gdańsk  | 26           | 243:572        |
| 10      | Budowlani Olsztyn | 17           | 141:581        |

## Seria B
Równolegle z rozgrywkami Serii A odbywała się rywalizacja w Serii B. Wzięło w niej udział sześć drużyn, które rozgrywały mecze zgodnie z zasadą każdy z każdym, dwukrotnie mecz i rewanż (cztery rundy). Do Serii A awansowała najlepsza drużyna, druga grała baraż o awans z dziewiątą drużyną Serii A.
Tabela końcowa Serii B (na zielono wiersz z drużyną, która awansowała do Serii A, na żółto z drużyną, która awansowała do barażu):
| Pozycja | Drużyna              |
| ------- | -------------------- |
| 1       | Folc AZS Warszawa    |
| 2       | CSP Legionowo        |
| 3       | Pogoń Siedlce        |
| 4       | Skra Warszawa        |
| 5       | Wektor Toruń         |
| 6       | Folc AZS II Warszawa |

## Baraż o Serię A
W barażu rozegranym pomiędzy dziewiątym zespołem Serii A i drugim zespołem Serii B, prawo gry w kolejnym sezonie w Serii A obronił AS AWFiS Gdańsk, który pokonał CSP Legionowo 26:14.

## Inne rozgrywki
W finale Pucharu Polski Budowlani Lublin pokonali Orkan Sochaczew 24:3 (rozgrywki przeznaczone były dla graczy do 23 lat). W mistrzostwach Polski juniorów zwycięstwo odniosła Posnania Poznań, a wśród kadetów Ogniwo Sopot. 

## Nagrody
Najlepszym zawodnikiem został wybrany przez Polski Związek Rugby Maciej Brażuk, a trenerami Jerzy Jumas i Stanisław Zieliński.